# Jansum
Jansum was volgens 16e-eeuwse overleveringen een gehucht ten noordoosten van de Punt van Reide, waar omstreeks 1413 de dijken van de Eems voor het eerst doorbraken.
Jansum in het middeleeuwse landschap Reiderland. In 1565 werd een getuigenverklaring opgenomen van een aantal bejaarden die spraken over het ontstaan van de Dollard. Een van de getuigen verklaarde dat de eerste Dollarddoorbraak bij Jansum was, wesende by olts een dyck, nu een deep gat in de see, by de Lidden toe Reyde gelegen. Door onachtzaamheid zou de hoofdeling Tidde Wyneda de dijken bij Jansum niet hebben laten onderhouden. De Dollard werd bij de plaats van de doorbraak Jansema gat of Jansumer gatt genoemd. Op het kweldereiland of die blincke van Jansum konden tot omstreeks 1535 nog 50 tot 100 stuks vee weiden; daarna waren deze kwelders in de Dollard verloren gegaan.
Jansum komt niet voor op een laat-vijftiende-eeuwse lijst van kerspelen van het bisdom Münster en zal waarschijnlijk geen kerspel, maar een dorp of buurtschap onder Oosterreide of Berum zijn geweest. Nog omstreeks 1534 waren de blyncken van dat dorp Jansum zo groot dat daar 50 tot 60 stuks schapen en jongvee konden weiden; vijftig jaar later was daar weinig meer van over. Wel werden er nog zoden gestoken voor dijkbouw elders. Waar eerder land was, ontstond nu een ondiepte. Op de zeilkaarten van Albert Haeyen duikt in 1585 het langgerekte Jannens Sant of Jannes Sant bij Oterdum op. In 1652 is sprake van het Reydersandt ofte Jannenssant ... dat is een Plaet midden in de Eemse tusschen Oterdum en Reyde, daer met leegh water niet meer dan vijf ellen waters op en is,